# 田中文蔵
田中 文蔵（たなか ぶんぞう、1874年7月2日 – 1941年12月18日）は、日本の実業家。三井物産取締役を務めた。

## 来歴
現在の福井県小浜市竹原に田中熊吉の長男として生まれる。生家は豊かではなかったとされる。
旧制福井県立小浜中学校を卒業後に上京した。苦学の後に東京法学院（現・中央大学）に入学する。1891年に東京法学院を卒業した。
卒業後は新聞雑誌編集の仕事に就いたが、1905年に三井物産に入社した。当初は見習社員として勤め、支店長会議の議事録作成を進言して実行したことが重役の益田孝に認められ、正式な社員として採用されたと伝わる。1915年当時は庶務課長兼調査課長だった。その後取締役に昇進し、1928年当時は取締役兼文書課長兼人事課長だった。このときには遼東汽船の取締役や母校の中央大学監事も兼務していた。
1936年に取締役を退き、1941年12月18日に死去。

## 家族
- 父・田中熊吉（1850-）[4]
- 母・シカ（1852-） ‐ 福井県士族・前田久七の三女[4]
- 弟・田中千吉 ‐ 岳父に永井岩之丞[4]
- 妻・良 ‐ 山口県士族・勝津荘太郎（山縣伊三郎の兄）の二女[4]
- 娘婿・鈴木松雄